# Karl Axel Bergsten
Karl Axel Bergsten, född 22 februari 1794 i Varbergs församling, Hallands län, död 17 oktober 1857 i Klara församling, Stockholm, var en svensk brukspatron och riksdagsman.

## Biografi
Karl Axel Bergsten var brukspatron i Örebro län och var riksdagsman i borgarståndet för bergsbrukens fjärde valdistrikt vid urtima riksdagen 1844/45. I riksdagen var han bland annat ledamot i allmänna besvärs- och ekonomiutskottet, statsutskottet och bankoutskottet.